# ماگدا گوبلز
یوهانا ماریا ماگدالنا ریچل (به آلمانی: Johanna Maria Magdalena Ritschel) معروف به ماگْدا گوبلز (به آلمانی: Magda Goebbels) (۱۱ نوامبر ۱۹۰۱ – ۱ مه ۱۹۴۵) همسر یوزف گوبلز، وزیر پروپاگاندای رایش سوم بود. برخی تاریخ‌نگاران از وی به‌عنوان بانوی نخست غیررسمی رایش سوم نام می‌برند؛ درحالی‌که برخی دیگر این عنوان را برای امی گورینگ، همسر هرمان گورینگ به‌کار می‌برند.
با تسخیر برلین توسط نیرهای ارتش سرخ شوروی در روزهای پایایی جنگ جهانی دوم در اروپا، ماگدا و همسرش شش فرزندانشان را در خواب مسموم کردند و کشتند و سپس خود روز ۱ مه سال ۱۹۴۵ خودکشی کردند.